# マクラーレン・MP4/10
マクラーレン・MP4/10 (McLaren MP4/10) は、マクラーレンが1995年のF1世界選手権に投入したフォーミュラ1カーである。チーフデザイナーはニール・オートレイ、エアロダイナミシストはアンリ・デュラン。
1995年シーズン開幕戦から実戦投入され、第3戦サンマリノGP以降はMP4/10B、終盤2戦ではMP4/10Cが使用された。

## MP4/10
エンジンはプジョーとの複数年契約を1年で打ち切り、この年からメルセデス製V10エンジンを搭載する。ホンダエンジンの撤退後はフォード・コスワースHB (1993年) 、プジョー (1994年) 、メルセデスと3年続きでエンジンメーカーを乗り換えることになった。排気量はレギュレーション改訂により3.5リッターから3リッターに縮小された。エンジン開発者のマリオ・イリエンは、「マクラーレンとのパートナーシップが決まったのが1994年10月だった。私たちイルモアでは全員一致の考えで、昨シーズンサウバーに供給していた3.5Lエンジンを部分的に変更するのではなく、3000ccの全く新しいエンジンを創ろうということになった。排気量も削減されるし、マシンの底の下の厚さ（スキッドブロック）の規定も変わったので、エンジンのデザインも根本的に変えざるを得なかったという部分もあった。昨年途中からレギュレーション変更によって空力面でのダウンフォースを強制的に削られてしまった分、エンジンをこれまで以上に軽量コンパクトにする必要性も高まった。パワーと回転数を増やすために必死になって開発した。」と開発経緯を述べている。
シャシーはマクラーレンとしては初めて本格的なハイノーズを採用し、ベネトン式の吊り下げフロントウィングを装備した。ハイノーズはベネトンの「バナナノーズ」よりも鋭く尖り、上下にボリュームがあった。リアウィングのメゾネットウィングが禁止されたが、マクラーレンはエンジンカウルを水平方向に延長し、その上に小型の「センターウィング」を装着した。
センターウィングの効果やサイドポンツーンの形状には疑問符が付き、不恰好なハイノーズや冷却効率を無視したサイドポンツーン形状などにより、パドック関係者から「マクラーレンに空力エンジニアはいないらしい」と酷評された。最大の失敗は空力を追求するあまりリアサスペンションをいじりすぎて剛性不足に陥り、ここまで基本を見失ったシャーシが出来上がったのは、オートレイ個人の能力よりもマクラーレンの開発体制全体の問題であると見る関係者が多く、ウィリアムズF1のパトリック・ヘッドは「スタッフの入れ換えも少なく、外部からの人材招聘による新鮮なインプットがないことが低迷の原因ではないか」と同年のマクラーレンを評している。また、かつてマクラーレンで実績を残しているジョン・バーナードもMP4/10のセンターウイングについての感想を求められた際、「あのウイングについて私に聞かないでほしい（笑）。ノーコメントと書いておいて。」と苦笑しながら回答した。
酷評されたセンターウィングだが、翌年以後毎年どこかのチームが、モナコなどダウンフォースが必要なサーキット限定で採用していた。水平方向に伸ばしたエンジンカウルは、後のシャークフィンの原型と見る説もある。
プレシーズンテストでは新加入のナイジェル・マンセルがコクピットの狭さを訴え、開幕2戦を欠場するという事態になった。チームはマンセルの代わりにマーク・ブランデルをレース毎の契約で乗せることとした。

### スペック

#### シャーシ
- シャーシ名 MP4/10
- モノコック カーボンファイバー・ハニカムコンポジット
- 全長 -
- 全幅 -
- 全高 -
- ホイールベース 2,925 mm
- フロントトレッド 1,690 mm
- リアトレッド 1,605 mm
- ブレーキ ベンチレーテッドカーボンディスク
- サスペンション プッシュロッド式パッシブ
- スプリングダンパー ビルシュタイン
- ギアボックス 縦置きセミオートマチック

#### エンジン
- エンジン名 メルセデス・ベンツ
- 気筒数・角度 V型10気筒・75度
- 燃料 モービル無鉛
- 潤滑油 モービル1
- 制御システム TAG電子制御システム

### 記録
| 年   | No. | ドライバー         | 1   | 2   | 3   | 4   | 5   | 6   | 7   | 8   | 9   | 10  | 11  | 12  | 13  | 14  | 15  | 16  | 17  | ポイント | ランキング |
| ---- | --- | ------------------ | --- | --- | --- | --- | --- | --- | --- | --- | --- | --- | --- | --- | --- | --- | --- | --- | --- | -------- | ---------- |
| 1995 |     |                    | BRA | ARG | SMR | ESP | MON | CAN | FRA | GBR | GER | HUN | BEL | ITA | POR | EUR | PAC | JPN | AUS | 30       | 4位        |
| 1995 | 7   | マーク・ブランデル | 6   | Ret |     |     |     |     |     |     |     |     |     |     |     |     |     |     |     | 30       | 4位        |
| 1995 | 8   | ミカ・ハッキネン   | 4   | Ret |     |     |     |     |     |     |     |     |     |     |     |     |     |     |     | 30       | 4位        |

- 数字は順位、太字はポールポジション、斜字はファステストラップ、Retはリタイア、(key)

## MP4/10B

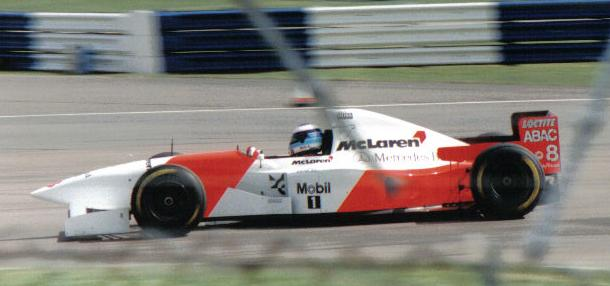
1995年イギリスGPでMP4/10Bを駆るミカ・ハッキネン、センターウィングは非装着。

マクラーレンはナイジェル・マンセルの要求に応じ、第3戦サンマリノGPからモノコックを拡大したMP4/10Bを投入した。マンセルはサンマリノGPと第4戦スペインGPで走ったが、予選でミカ・ハッキネンより遅く、決勝でもハッキネンより下位の10位・リタイアと成績低迷に意欲を失い、スペインGP後にチームとの契約解消を発表し、実質的にF1から引退した。以降はマーク・ブランデルがカーナンバー7に乗り、最終戦まで戦った。
MP4/10からの問題であるメルセデス・ベンツエンジンとのマッチングや空力に弱い点は解消されず、戦闘力不足はウィリアムズ・ベネトン・フェラーリと比べると明らかで、更にMP4/10Cとモディファイされた。シーズンが進むにつれて次第に戦闘力は向上し、ハッキネンが2度の2位表彰台を獲得し、ブランデルも5度入賞圏内に食い込んだが、トップチームからは大きく離され2シーズン連続の未勝利に終わった。
第15戦パシフィックGPではハッキネンが虫垂炎になり、代役としてテストドライバーのヤン・マグヌッセンが起用された。マグヌッセンにとっては、マクラーレンでのレース出場はこの1戦のみであった。
ハッキネンは第16戦日本グランプリでは2位入賞したが、最終戦オーストラリアGPの予選でタイヤのパンクが原因でコンクリートウォールに激突。選手生命を左右する瀕死の重傷を負う。クラッシュの際、ヘルメットをステアリングに打ち付けて顔面を負傷したことから、以後マクラーレンのステアリング中央には衝撃吸収パッドが装着されることになった。

### 記録
| 年   | No. | ドライバー           | 1   | 2   | 3   | 4   | 5   | 6   | 7   | 8   | 9   | 10  | 11  | 12  | 13  | 14  | 15  | 16  | 17  | ポイント | ランキング |
| ---- | --- | -------------------- | --- | --- | --- | --- | --- | --- | --- | --- | --- | --- | --- | --- | --- | --- | --- | --- | --- | -------- | ---------- |
| 1995 |     |                      | BRA | ARG | SMR | ESP | MON | CAN | FRA | GBR | GER | HUN | BEL | ITA | POR | EUR | PAC | JPN | AUS | 30       | 4位        |
| 1995 | 7   | ナイジェル・マンセル |     |     | 10  | Ret |     |     |     |     |     |     |     |     |     |     |     |     |     | 30       | 4位        |
| 1995 | 7   | マーク・ブランデル   |     |     |     |     | 5   | Ret | 11  | 5   | Ret | Ret | 5   | 4   |     |     | 9   | 7   | 4   | 30       | 4位        |
| 1995 | 8   | ミカ・ハッキネン     |     |     | 5   | Ret | Ret | Ret | 7   | Ret | Ret | Ret | Ret | 2   |     |     | Inj | 2   | DNS | 30       | 4位        |
| 1995 | 8   | ヤン・マグヌッセン   |     |     |     |     |     |     |     |     |     |     |     |     |     |     | 10  |     |     | 30       | 4位        |

- 数字は順位、太字はポールポジション、斜字はファステストラップ、Retはリタイア、(key)

## MP4/10C
MP4/10Cは第13戦ポルトガルGPと第14戦ヨーロッパGPに投入された。

### 記録
| 年   | No. | ドライバー         | 1   | 2   | 3   | 4   | 5   | 6   | 7   | 8   | 9   | 10  | 11  | 12  | 13  | 14  | 15  | 16  | 17  | ポイント | ランキング |
| ---- | --- | ------------------ | --- | --- | --- | --- | --- | --- | --- | --- | --- | --- | --- | --- | --- | --- | --- | --- | --- | -------- | ---------- |
| 1995 |     |                    | BRA | ARG | SMR | ESP | MON | CAN | FRA | GBR | GER | HUN | BEL | ITA | POR | EUR | PAC | JPN | AUS | 30       | 4位        |
| 1995 | 7   | マーク・ブランデル |     |     |     |     |     |     |     |     |     |     |     |     | 9   | Ret |     |     |     | 30       | 4位        |
| 1995 | 8   | ミカ・ハッキネン   |     |     |     |     |     |     |     |     |     |     |     |     | Ret | 8   |     |     |     | 30       | 4位        |

- 数字は順位、太字はポールポジション、斜字はファステストラップ、Retはリタイア、(key)

## ドライバーズ&コンストラクターズランキング
- ミカ・ハッキネン　17ポイント　7位
- マーク・ブランデル　13ポイント　10位
- ナイジェル・マンセル 0ポイント　18位
- ヤン・マグヌッセン 0ポイント　18位
- コンストラクターズランキング　4位